# كاميلي لوفيفر
كاميلي لوفيفر (بالفرنسية: Camille Lefèvre)‏ هو نحات فرنسي، ولد في 31 ديسمبر 1853 في إيسي ليه مولينو في فرنسا، وتوفي في 23 مايو 1933 في باريس في فرنسا.